# Serendibita
La serendibita és un mineral de la classe dels silicats, que pertany al grup de la rhönita. Rep el nom de Serendib, l'antic nom en àrab per a Sri Lanka. La srilankita també rep el nom del mateix país.

## Característiques
La serendibita és un silicat de fórmula química Ca₄[Mg₆Al₆]O₄[Si₆B₃Al₃O36]. Es tracta d'una espècie aprovada per l'Associació Mineralògica Internacional, i publicada per primera vegada el 1903. Cristal·litza en el sistema triclínic. La seva duresa a l'escala de Mohs oscil·la entre 6,5 i 7.
Segons la classificació de Nickel-Strunz, la serendibita pertany a «09.DH - Inosilicats amb 4 cadenes senzilles periòdiques, Si₄O₁₂» juntament amb els següents minerals: leucofanita, ohmilita, haradaïta, suzukiïta, batisita, shcherbakovita, taikanita, krauskopfita, balangeroïta, gageïta, enigmatita, dorrita, høgtuvaïta, krinovita, makarochkinita, rhönita, welshita, wilkinsonita, safirina, khmaralita, surinamita, deerita, howieïta, taneyamalita, johninnesita i agrel·lita.

## Formació i jaciments
Va ser descoberta a Gangapitiya, a la localitat d'Ambakotte (Província Central, Sri Lanka). També ha estat descrita en altres indrets de Sri Lanka, Myanmar, Canadà, els Estats Units, Tanzània, Madagascar i Rússia.